# آرچوگ
آرچوگ (به لاتین: Archug) یک منطقهٔ مسکونی در روسیه است که در داغستان واقع شده‌است.